# Chris Clemons (cestista)
Christopher Adam Clemons, detto Chris (Raleigh, 23 luglio 1997), è un cestista statunitense naturalizzato centrafricano.